# Lanestosa
Lanestosa város Spanyolországban,  Bizkaia tartományban. Lanestosa Karrantza, Soba és Ramales de la Victoria községekkel határos. Lakosainak száma 246 fő (2024).

## Népesség
A település népessége az utóbbi években az alábbiak szerint változott:
| Lakosok száma | 290  | 285  | 294  | 287  | 264  | 266  | 268  | 251  | 261  | 246  |
|               | 2001 | 2004 | 2007 | 2009 | 2012 | 2014 | 2017 | 2019 | 2022 | 2024 |